# Margareta Sverkersdotter
Margareta Sverkersdotter, född 1192, död 5 mars 1232, var en svensk prinsessa, dotter till kung Sverker den yngre och drottning Benedikta (Hvide). Hon var furstinna av Rügen genom sitt äktenskap med furst Wizlaw I av Rügen.
Barn: 
- Jaroslaw (* efter 1215, † 1242 / 1243), 1232 till 1242 dekanus i Rügen och Tribsees
- Peter (efter * 1215, † 1237)
- Wizlaw (ca 1220, † 1243/44)
- Burislaw (* före 1231, † 1237)
- Nicholas (* före 1231, † 1237)
- Jarimar II (* 1218, † 1260), blivande furste av Rügen (medregent från 1245)